# چاکن
چاکن (به انگلیسی: Chakan) یک منطقهٔ مسکونی در هند است که در Pune district واقع شده‌است.

## خصوصیات
چاکن  ۴۱٬۶۳۴ نفر جمعیت دارد و ۶۴۶ متر بالاتر از سطح دریا واقع شده‌است.